# Tahunan (Gabus)
Tahunan is een bestuurslaag in het regentschap Grobogan van de provincie Midden-Java, Indonesië. Tahunan telt 4536 inwoners (volkstelling 2010).